# Santiago (Roman)
Santiago (1993, Orig.: Santiago: a Myth of the Far Future, 1986) ist ein Science-Fiction-Roman des US-amerikanischen Schriftstellers Mike Resnick. Das Buch baut sich im Stil eines Wildwestromans auf, mit einsamen Helden, Schießereien und treulosen Kameraden.

## Handlung
Ort ist die sogenannte Inner Frontier, eine Region nahe dem Kern der Galaxis, die von der interstellaren Demokratie der Menschheit geformt wurde. Der Hauptcharakter, Santiago, ist der wohl meistgesuchte Mann des menschlichen Universums. Der Protagonist ist der Kopfgeldjäger Sebastian Nightingale Cain, der ein paar glaubwürdige Hinweise auf mögliche Aufenthaltsorte Santiagos erhalten hat.
Im Laufe der Geschichte trifft Cain auf eine Menge anderer Kopfgeldjäger, die Santiago ebenfalls jagen, außerdem die Journalistin Virtue Mackenzie, die Santiago interviewen will. Ihre Gründe dafür sind die dadurch wachsende Reputation als Reporterin und letztendlich die Option viel Geld zu verdienen. Ein weiterer Verfolger ist der Meisterdieb Jolly Swagman, der hinter einigen Relikten außerirdischer Rassen her ist, die sich in Santiagos Besitz befinden.
Der Roman gliedert sich in sechs Teile, die jeweils nach einem der überlebensgroßen Charaktere benannt sind, die die Inner Frontier bewohnen. Die Abschnitte werden jeweils von einem Vierzeiler eingeleitet, die von dem ebenfalls fiktiven Wanderbarden Black Orpheus geschrieben sind.
2003 erschien die Fortsetzung The Return of Santiago, die bisher noch nicht auf Deutsch erschienen ist. Der Aufbau dieses Buchs lehnt sich an die Struktur des ersten Romans an.

## Rezeption
Orson Scott Card bewertete Santiago sehr positiv und schrieb: „Resnick was gutsy enough to set out to create myth, and as far as I’m concerned, he succeeds on a grand scale.“ (in etwa: „Resnick war mutig genug, einen Mythos zu schaffen, und in meinen Augen schafft er das in großem Stil.“) Card bezeichnete das Buch später als eines der besten Science-Fiction-Bücher in 1986 und lobte die „genaue Beschreibung der Spannungsfelder zwischen Individualität und Verantwortung, sowie Legende und Realität“.

## Weblink
- Santiago im Katalog der Deutschen Nationalbibliothek